# Montello (Nevada)
Montello é uma área não incorporada do condado de Elko, no estado de Nevada, Estados Unidos.Nela existe uma escola primária "Montello Elementary School" que faz parte do  Elko County School District. A população de Montello era de 84 habitantes em 2010. Dois pequenos bares e um mercado/motel vendendo fuel e produtos formam a pequena zona financeira de Montello. Vários ranchos circundam a área.

## História
A vila de Montello foi fundada em 1904 nessa altura chamava-se "Bauvard," e recebeu o nome atual em  1912. A palavra "Montello" means "descanso" em shoshone.
Montello teve o seu pico da população na década de 1910- inícios da década de 1920 com uma população de 800 habitantes. Enquanto a vida económica da vila era dominada pelo comboio, ela também servia como centro comunitário para os rancheiros locais e como ponto de apoio para o campo mineiro de Delano. Montello entrou em declínio nos finais da década de 1920, contudo o emprego ferroviário começou a diminuir e em 1925 um fogo destruiu o centro financeiro da localidade. O fator para o declínio de Montello foi a substituição do vapor pelo diesel nas locomotivas, que teve lugar nas décadas de 1940  e 1950. Isso tornou os serviços existentes em Montello obsoletos e eles foram removidos pela   Southern Pacific Railroad na década de 1950.